# Hmida Mami
Hmida Mami, né le 5 avril 1985, est un handballeur tunisien.

## Carrière
- 2010-2012 : Club africain (Tunisie)
- 2012-? : Étoile sportive du Sahel (Tunisie)
- ?- : Club de handball de Jemmal (Tunisie)

## Palmarès
- Vainqueur de la coupe de Tunisie : 2011